# Heimatverein Bonn-Oberkassel

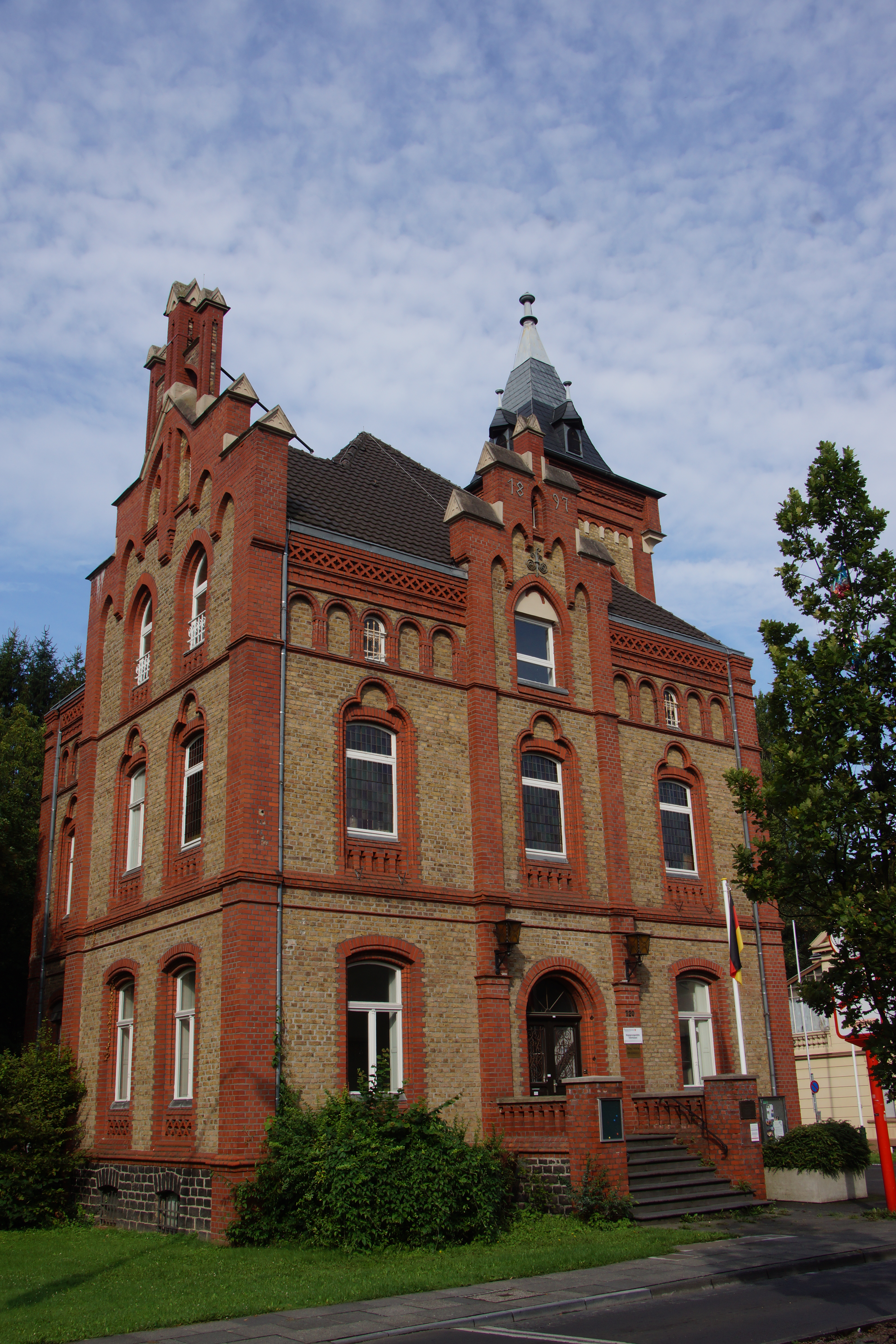
Sitz des Vereins: das Alte Rathaus in Oberkassel

Der Heimatverein Bonn-Oberkassel e.V. beschäftigt sich mit der Entwicklung des Bonner Stadtteils Oberkassel. Er ist Herausgeber der Schriftenreihe des Heimatvereins Bonn-Oberkassel e.V.

## Geschichte
Die Gründung des Heimatvereins Bonn-Oberkassel erfolgte am 6. Juni 1975 mit 51 Gründungsmitgliedern. Die Gründer sahen die neue Organisation in der Tradition des ehemaligen Verkehrs- und Verschönerungsvereins Oberkassel. Zum ersten Vorsitzenden wurde Willi Hey bestimmt. Der Verein verwaltet den Nachlass von neun nicht mehr existierenden Oberkasseler Vereinen und Gesellschaften. Außerdem werden die Chroniken und Auszeichnungen von 13 noch bestehenden Vereinen betreut. Daneben führt der Verein eine Sammlung von Abbildungen, Schriften und Fundstücken, die die Oberkasseler Geschichte betreffen. Zu der Sammlung gehören Gemälde, darunter auch ein Werk des Malers Konrad Lessing (1852–1916). Ein umfangreiches Fotoarchiv wird in digitalisierter Form vorgehalten. Seit 1976 wird die Schriftenreihe des Heimatvereins Bonn-Oberkassel e.V. herausgegeben.
Sitz des Vereins ist das alte Rathaus in Oberkassel. Seit 2013 ist Sebastian Freistedt der Vorsitzende des Vereins.

## Projekte (Auswahl)
- Beteiligung an der Restaurierung der Burganlage Steiner Häuschen, die 1985 mit der Aufstellung einer Schautafel und der Beschriftung der Ruine abgeschlossen wurde.
- Forschungen und Veröffentlichungen zu den Oberkasseler Steinzeitmenschen, außerdem im Jahr 1989 Einrichtung einer Gedenkstätte mit Schautafel am Fundort  im Naturschutzgebiet Stingenberg
- Forschungen zum Leben und Werk des in Oberkassel geborenen Theologen und Dichters Gottfried Kinkel und seiner Frau, der Schriftstellerin Johanna Kinkel
- Mit dem „Arbeitskreis Zementfabrik“ Beteiligung an der Planung zur weiteren Nutzung des ehemaligen Werksgeländes der Bonner Zementfabrik von Hermann Bleibtreu